# Capitozzatura

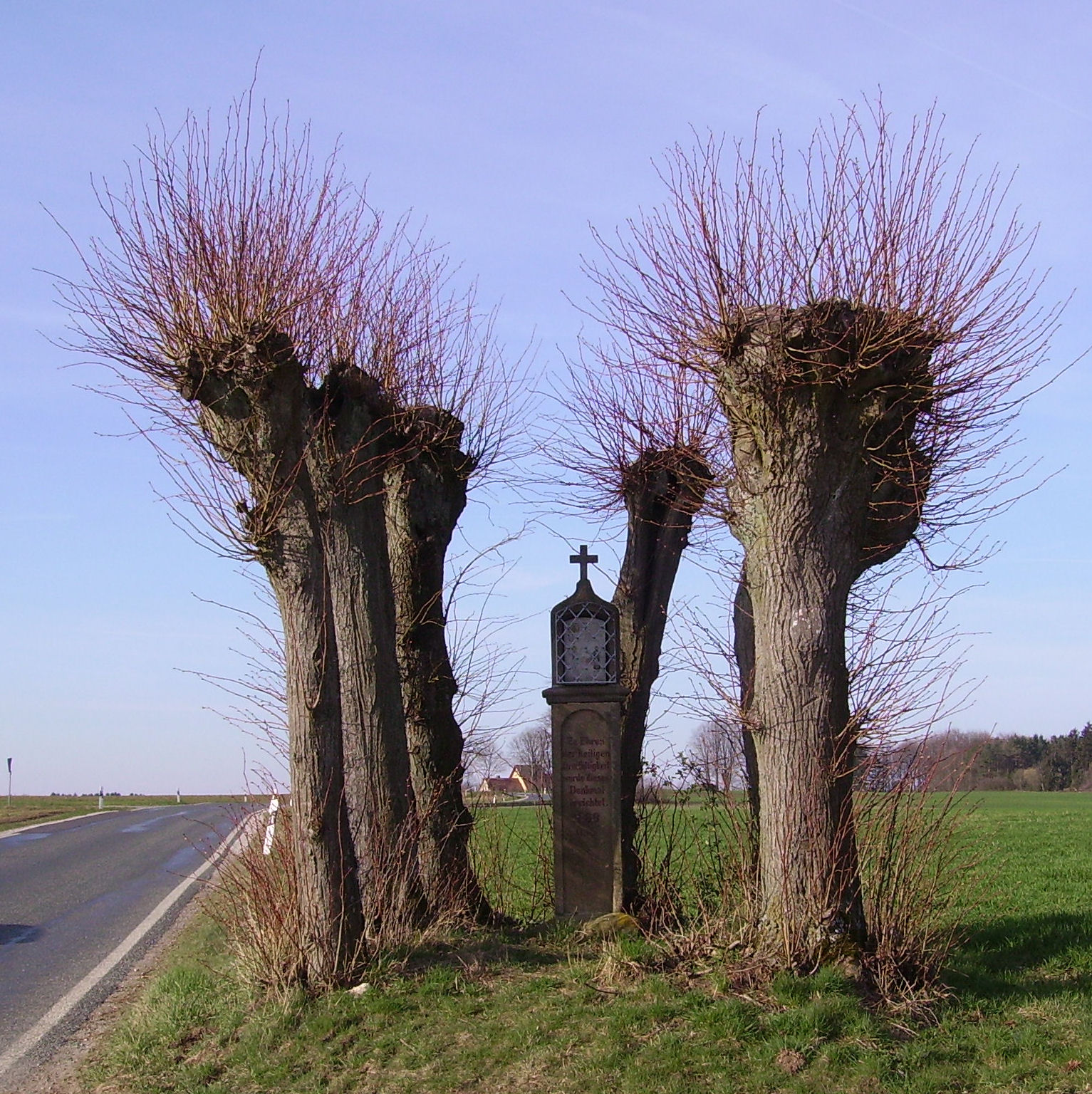
Tigli sottoposti a capitozzatura

La capitozzatura, definita anche taglio a capitozzo, è una tecnica di potatura che consiste nel taglio dei rami sopra il punto di intersezione con il tronco o altro ramo principale, in modo che rimanga solo quest'ultimo o una parte della chioma, dopo una rimozione molto ampia, dal 50 al 100%. È una pratica che riceve aspre critiche.

## Vantaggi
La capitozzatura permette di potare un albero in circa mezz'ora e con personale poco qualificato, mentre una potatura più attenta può richiedere 2-3 ore per albero.

## Effetti
Con l'eliminazione della chioma, l'albero attiva le gemme latenti sottostanti, che determinano la crescita di nuovi germogli attorno al taglio. 
Soprattutto nelle piante ad alto fusto, questo richiede un enorme sforzo produttivo, oltre ad alterare la forma naturale dell'albero e la sua estetica, può creare futuri problemi alla stabilità della pianta con eventuali rischi di rotture, e indurre un probabile aumento dei costi a medio e lungo termine delle opere di arboricoltura. In particolare gli ampi tagli sono un facile punto di ingresso nell'albero per i funghi agenti della carie. I responsabili delle alterazioni del legno appartengono fondamentalmente ai generi Stereum, Ganoderma, Phellinus. Questi funghi degradano la lignina e la cellulosa, provocando la disorganizzazione e il disfacimento dei tessuti di sostegno, con conseguente formazione di cavità. La pianta perde resistenza ed elasticità, divenendo soggetta a crolli improvvisi.

## Critiche
È pratica arboricola molto criticata e deprecata perché dannosa agli alberi, anche quando praticata su piante ornamentali.
Possibili e valutabili eccezioni si riferiscono alla coltivazione di piante dalla ridotta durata, alla pratica della frutticoltura e della viticoltura, agli innesti ed alle tecniche del bonsai. Nell'olivo si ricorre alla capitozzatura in caso di gravi danni per gelate o carie. Discussa è invece l'utilità della capitozzatura della vite nel caso di lotta alla flavescenza dorata o per il mal dell'esca della vite.